# Craig Innes
Craig Ross Innes (Nueva Plymouth, 10 de septiembre de 1969) es un exjugador neozelandés de rugby y rugby League que se desempeñaba como centro.

## Selección nacional
Fue convocado a los All Blacks por primera vez en noviembre de 1989 para enfrentar a los Dragones rojos y disputó su último partido en octubre de 1991 ante el XV del Cardo, en 1992 abandonó el rugby a 15 y se fue a jugar rugby League profesionalmente (el rugby a 15 no era profesional y no lo sería hasta 1995). En total jugó 17 partidos y marcó seis tries para un total de 24 puntos (un try valía 4 puntos hasta 1992).

### Participaciones en Copas del Mundo
Solo disputó la Copa del Mundo de Inglaterra 1991 donde Innes jugó todos los partidos como titular, le marcó un try a las Águilas y otro a la Azzurri. Los All Blacks llegaron como campeones defensores, invictos en el torneo y por lo tanto favoritos para obtener el título: ganaron su grupo cómodamente y con victorias en todos sus partidos, en cuartos de final derrotaron a los Canucks encaminándose a semifinales pero aquí fueron vencidos por los eventuales campeones del Mundo; los Wallabies, con un David Campese imparable. Finalmente derrotarían al XV del Cardo liderado por Gavin Hastings y John Jeffrey en el partido por la tercera posición.
| Mundial                       | Sede       | Resultado     | PJ | Tries |
| ----------------------------- | ---------- | ------------- | -- | ----- |
| Copa Mundial de Rugby de 1991 | Inglaterra | Tercer puesto | 6  | 2     |